# Michael Stuhr

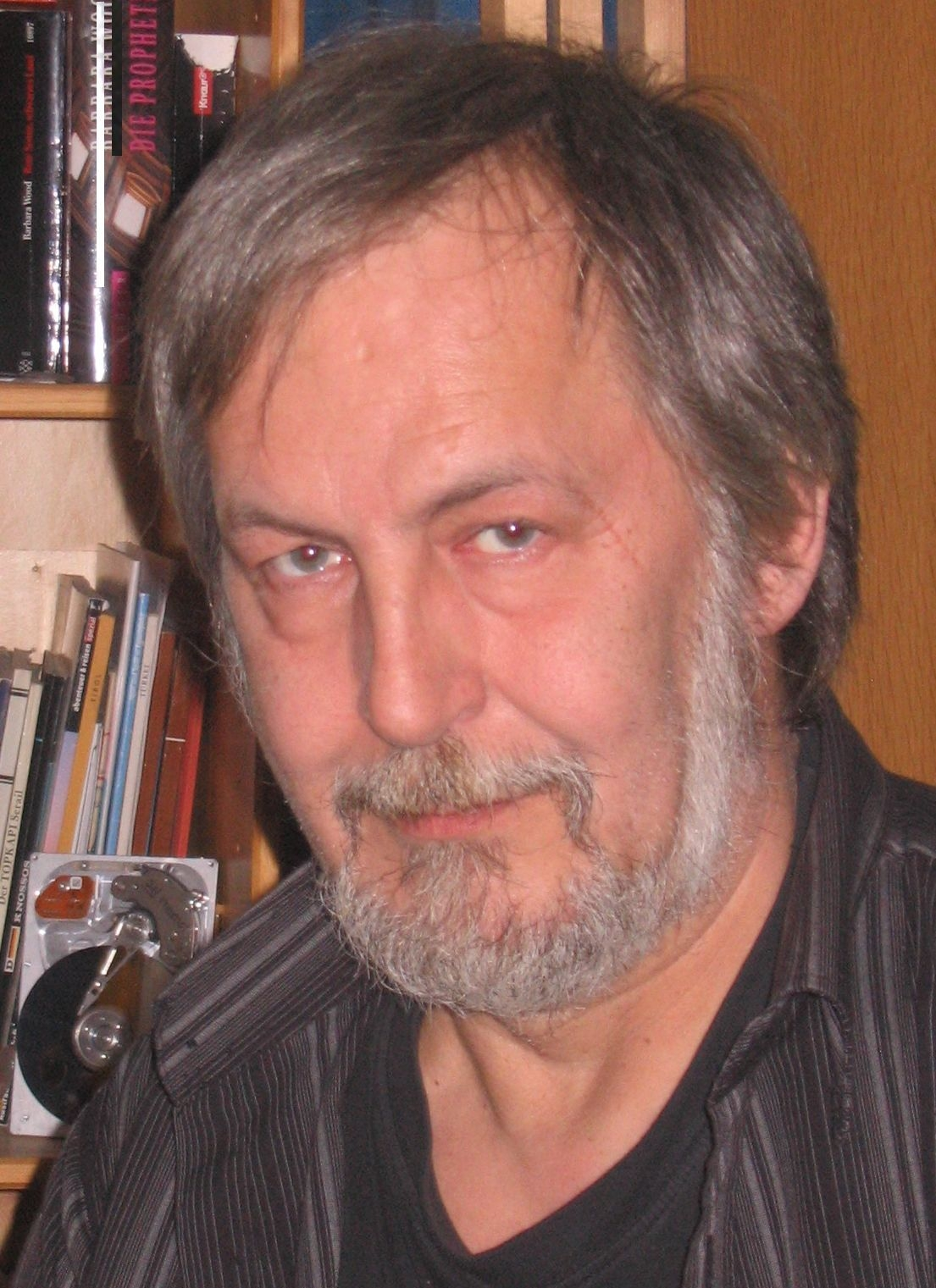
Michael Stuhr im September 2008

Michael Stuhr (* November 1950 in Bielefeld) ist ein deutscher Schriftsteller, der auch unter den Pseudonymen M. Arno Hagen und Mike Stuart seit 1992 in den Genres Satire, Fantasy und Jugendliteratur veröffentlicht hat. Sein Hauptwerk ist die Jugend-Abenteuerserie „Das Team“ mit bislang sechs Bänden.

## Der Autor

### Biographie
Michael Stuhr wuchs als Sohn eines Berufssoldaten in verschiedenen Garnisonsstädten auf.
Nach eigenen Angaben begann Stuhr nicht zuletzt wegen der häufig wechselnden Wohnorte schon früh mit dem Lesen, da Freundschaften unter diesen Bedingungen nicht auf Dauer angelegt sein konnten. Bücher seien da die verlässlicheren Freunde gewesen, sagt er.
Nach Abschluss der Schulzeit machte Stuhr eine Ausbildung als Schauwerbe-/Werbemittelgestalter und arbeitete in dieser Funktion für verschiedene Firmen, sowie als Freiberufler.
Von 1984 bis 1994 betrieb Stuhr mit seiner zweiten Ehefrau ein Kunst- und Kunstgewerbegeschäft in Bielefeld. Daraus resultierend ergaben sich zahlreiche Auslandskontakte, die hin und wieder die persönliche Anwesenheit vor Ort erforderlich machten. Speziell die Erfahrungen aus Nord- und Westafrika fließen immer wieder in die Werke von Michael Stuhr ein.
Mitte der 1980er Jahre begann Stuhr damit, kleinere Texte zu verfassen, von denen einige in regionalen Periodika veröffentlicht wurden. Dadurch ermutigt, entstand eine Kurzgeschichtensammlung, die 1992 unter dem Namen „Kneipenpalaver“ beim Morstadt Verlag erschien.
Weiter ging es 1999 beim Thienemann Verlag mit „Die Stadt der fliegenden Schiffe“ und bald darauf mit „Der Ruf der Steppe“, zwei Fantasyromanen, von denen der erste für den Rattenfängerpreis der Stadt Hameln nominiert war.
2001 erschien dann ebenfalls im Thienemann Verlag unter dem Pseudonym „Mike Stuart“ der erste „Team“ – Band, dem bislang fünf weitere folgten. Überarbeitete Auflagen der ersten vier Bände erschienen 2009 unter dem Autorennamen Michael Stuhr. Zwei weitere Bände von „Das Team“ erschienen 2010. Ferner wurde im August 2010 eine Erkennungsmelodie zu den „Team“-Büchern veröffentlicht.

### Kritik
„Eine raffinierte Mischung aus Abenteuerroman und sozialer Aufklärung. Unterhaltungsliteratur der besten Art, die man breit empfehlen kann.“

„…mehr als ein spannender Abenteuerroman für Jugendliche, es ist ein Beispiel atemberaubender Fantasy, die einen vom Prolog bis zum Epilog in Bann hält…“

„Eine spannungsgeladene, fantastische Erzählung, jugendlichen und erwachsenen Fantasyfreunden mit Leseausdauer sehr zu empfehlen.“

## Werke
- M. Arno Hagen: Kneipenpalaver. Morstadt Verlag 1992, ISBN 3-88571-227-X.
- Michael Stuhr: Die Stadt der fliegenden Schiffe. Thienemann Verlag 1999, ISBN 3-522-17235-3.
- Michael Stuhr: Der Ruf der Steppe. Thienemann Verlag 1999, ISBN 3-522-17374-0.
- Michael Stuhr: Die Stadt der fliegenden Schiffe. Knaur Verlag 2001, ISBN 3-426-61896-6.

Romanreihe Das Team
- Mike Stuart: Die Karibik-Piraten. Thienemann Verlag 2001, ISBN 3-522-17406-2.
- Mike Stuart: Das Camp der Vergessenen. Thienemann Verlag 2001, ISBN 3-522-17407-0.
- Mike Stuart: Der Sprengsatz. Thienemann Verlag 2001, ISBN 3-522-17453-4.
- Mike Stuart: Das Grab des Schamanen. Thienemann Verlag 2001, ISBN 3-522-17499-2.

Überarbeitete Neuauflagen:
- Michael Stuhr: Die Karibik-Piraten. Thienemann Verlag 2009, ISBN 978-3-522-20030-1.
- Michael Stuhr: Das Camp der Vergessenen. Thienemann Verlag 2009, ISBN 978-3-522-20031-8.
- Michael Stuhr: Der Sprengsatz. Thienemann Verlag 2009, ISBN 978-3-522-20060-8
- Michael Stuhr: Das Grab des Schamanen. Thienemann Verlag 2009, ISBN 978-3-522-20059-2

Neuerscheinungen 2010:
- Michael Stuhr: Die Sklaveninsel. Thienemann Verlag 2010, ISBN 978-3-522-20084-4
- Michael Stuhr: Die Mine des Todes. Thienemann Verlag 2010, ISBN 978-3-522-20085-1